# Nekropole im Bois des Géantes

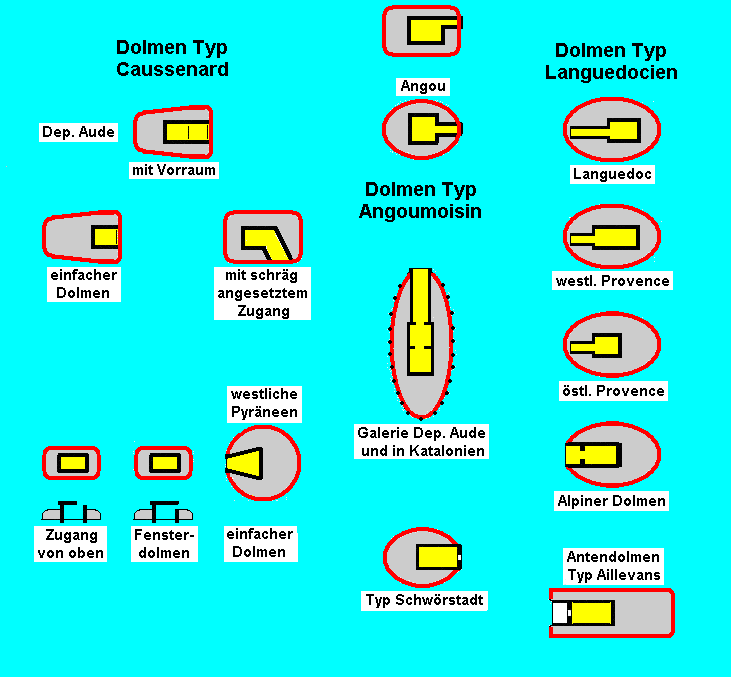
Die Dolmen des Midi

Die Nekropole im Bois des Géantes (deutsch „Riesenwald“) bildet den Schnittpunkt der Verbreitung dreier Dolmentypen des Midi. Sie liegt bei Bourg-Saint-Andéol, in dem Dreieck zwischen der Rhône und dem Unterlauf der Ardèche im Département Ardèche. Die Anlagen zählen zu den „Dolmens de l’Ardèche“, die mit 800 Dolmen hinter der Bretagne das zweitgrößte megalithische Areal bilden. Dolmen ist in Frankreich der Oberbegriff für Megalithanlagen aller Art (siehe: Französische Nomenklatur). Im Bois des Géantes befinden sich:
- Dolmen des Typs Caussenard (Nr. 2, 3 und 6; einfach und ganglos)
- Dolmen des Typs Languedocien (Nr. 1 und 5; komplexer und mit Gang)
- Dolmen des Typs Bas-Rhodanien (Nr. 4; mit Trockenmauerwerk)

Daneben ist der Typ Angoumoisin im Midi und Katalonien vertreten.
Der Kenntnisstand hat sich in den letzten Jahren erstaunlich erweitert. Während man im Bois des Géantes zuvor von weiteren 40 bis 50 Monumenten in einem Umkreis von 10 km ausging, muss nun von mehr als 90 ausgegangen werden. Rechnet man die aus der älteren Literatur bekannten, inzwischen jedoch ausgegangenen Objekte hinzu, wird in den Départements Ardéche, Lozère, Aveyron, Hérault und Lot mit 780 Anlagen eine „Dolmendichte“ erreicht, die die der Bretagne übertrifft. Im Ardéche zeichnen sich vier Hauptverbreitungsgebiete im Bas-Vivarais, dem Süden des Départements ab:
- Bourg-Saint-Andéol (mehr als 30) – Bidon – Saint-Remèze – Orgnac-l’Aven;
- Saint-André-de-Cruzières – Grospierres (mehr als 30) – Saint-Alban-Auriolles (mehr als 30);
- Labeaume (mehr als 30) – Lablachère.
- Banne – Berrias-et-Casteljau – Saint-Paul-le-Jeune (mehr als 30 – davon 10 von einem archäologischen Pfad erschlossen). Das Auffinden der anderen Anlagen wird durch extrem schwieriges Gelände und dichte Vegetation in der „Garrigue“ erschwert. Ältere Hinweise in der Literatur sind ungenau.

Dolmen im Bois des Géantes
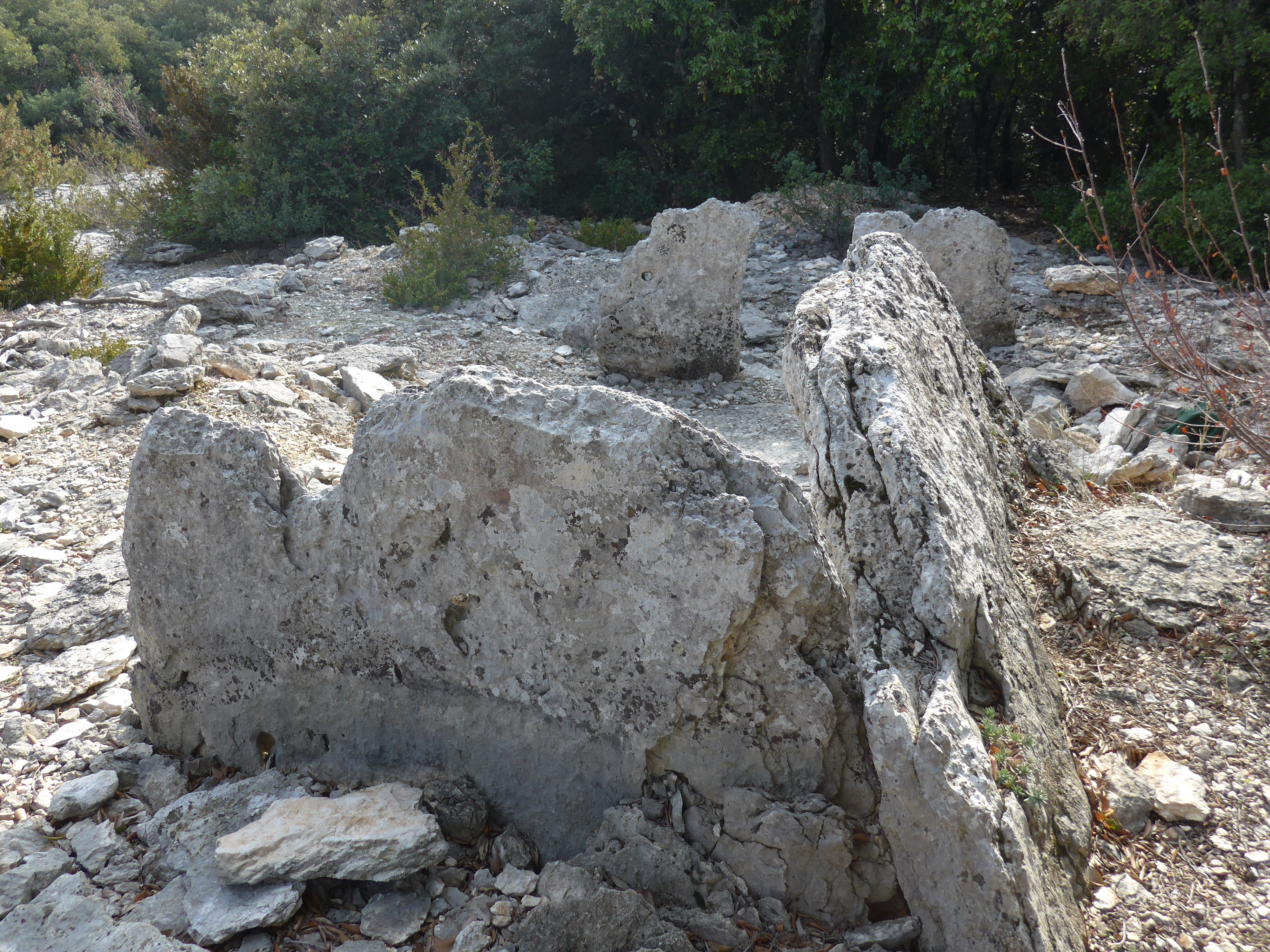
Dolmen 1
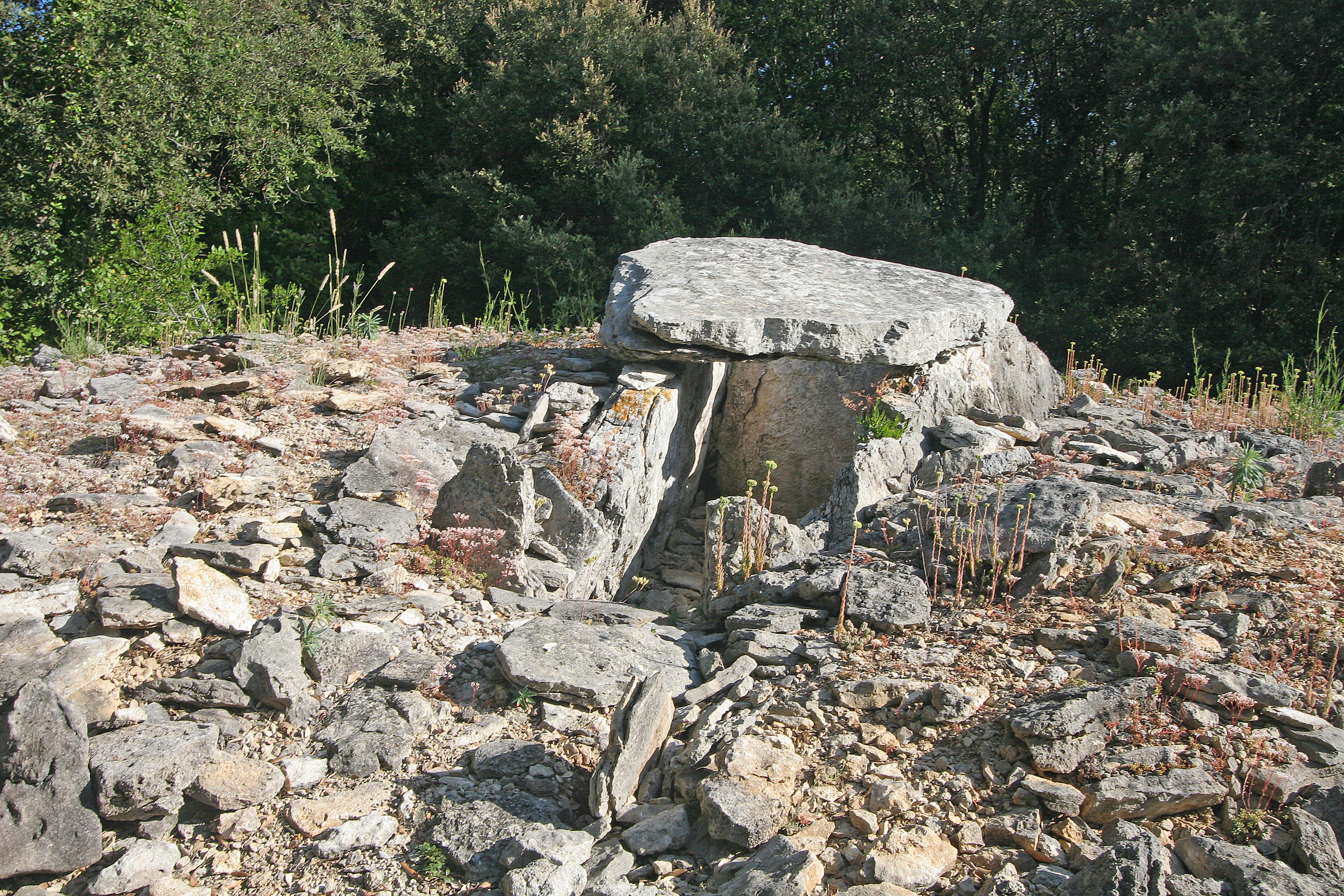
Dolmen 2
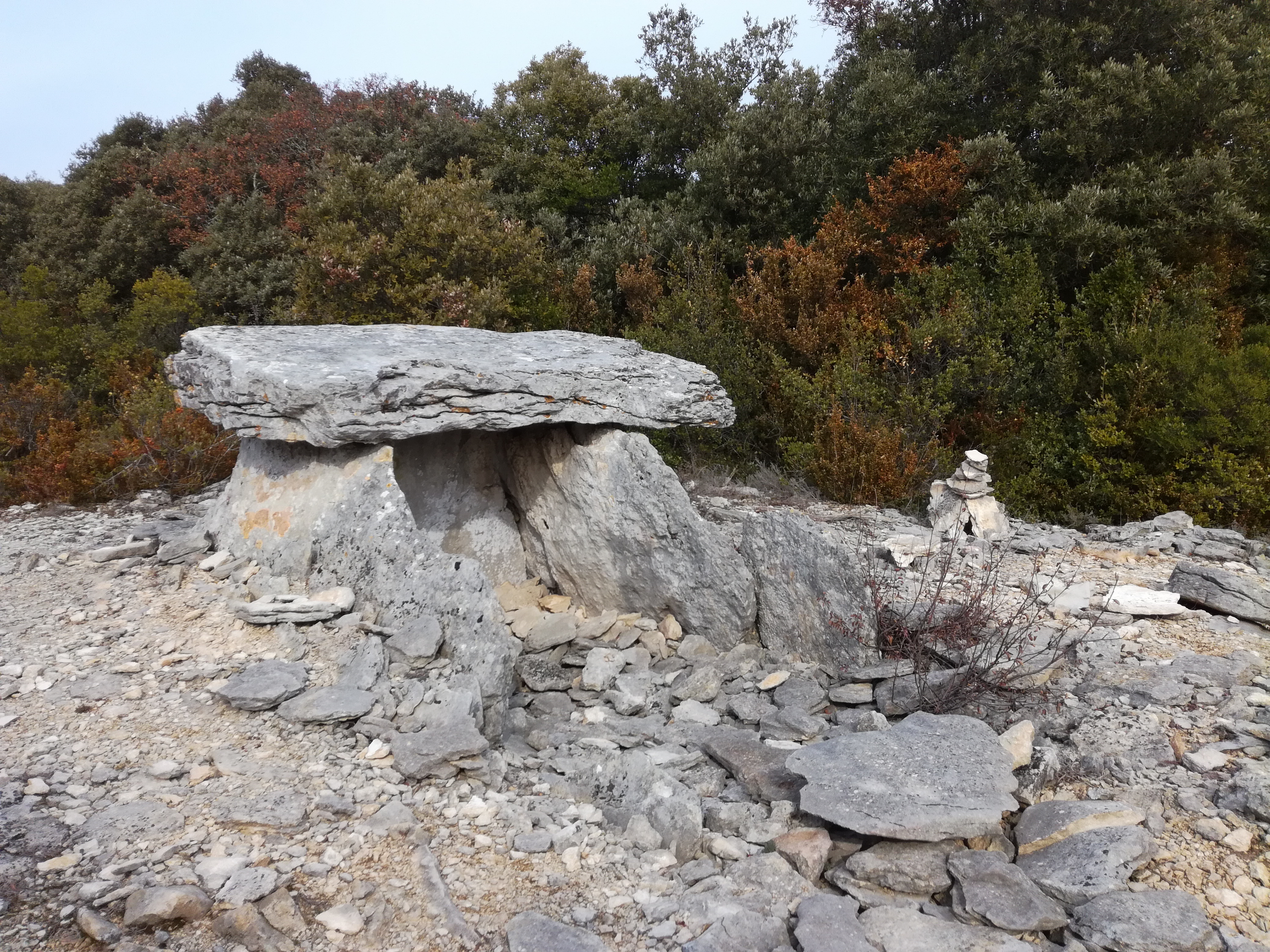
Dolmen 3
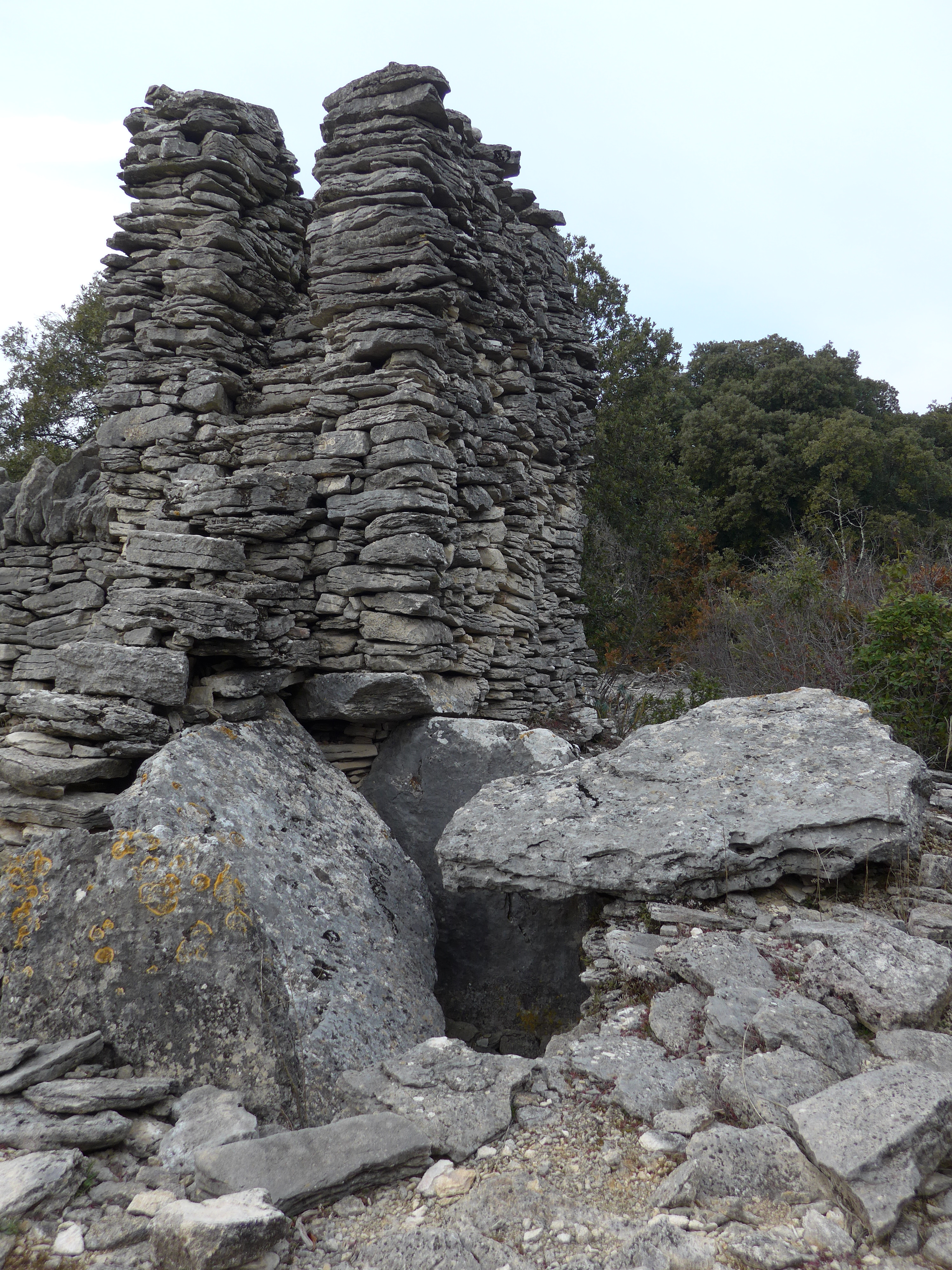
Dolmen 4
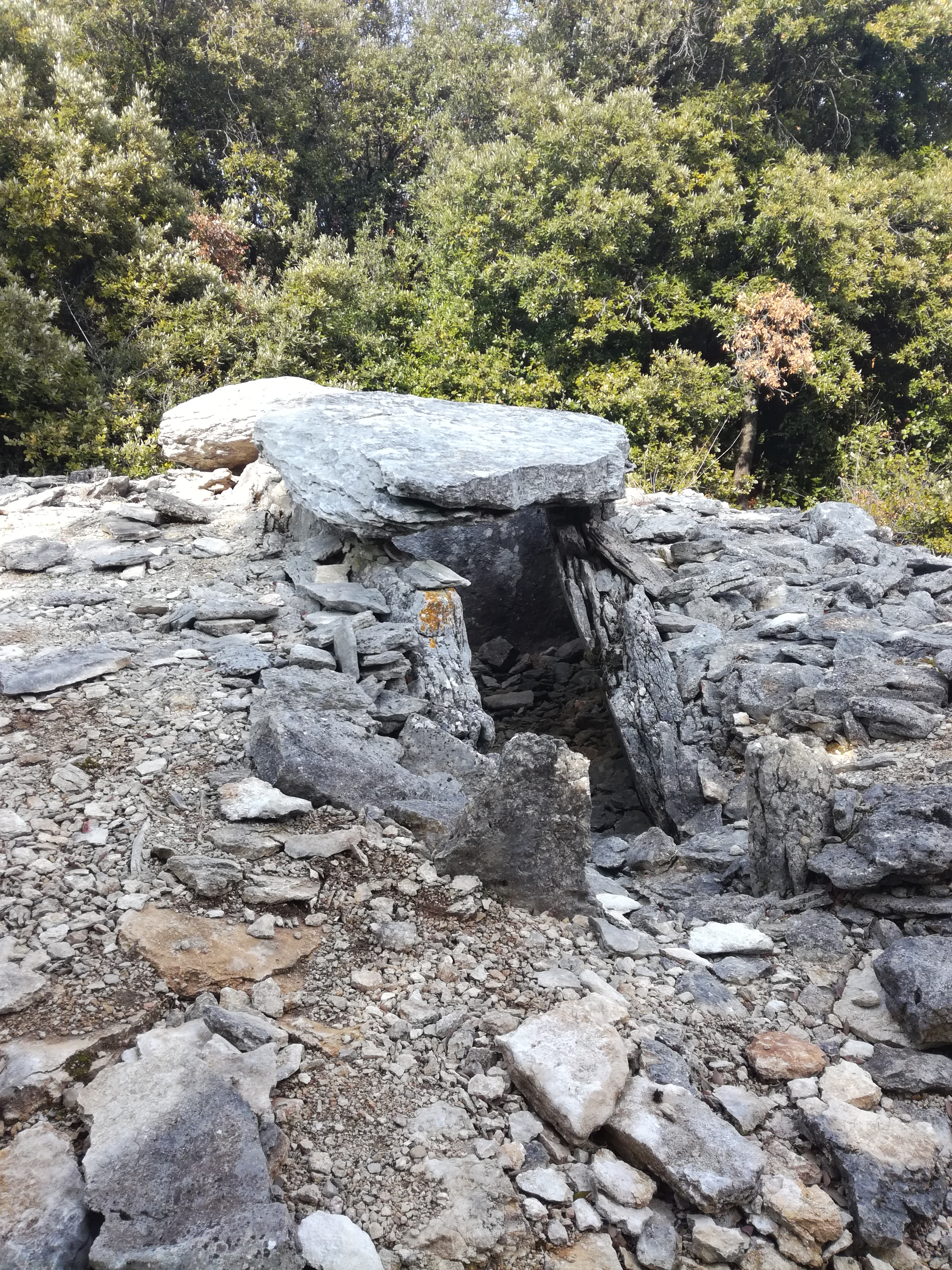
Dolmen 5

Bei den Grabungen im Bois des Géantes wurde bestätigt, dass Bauplätze ausgewählt wurden, die zwei Bedingungen erfüllten. Das Kalksubstrat stand dort kleinräumig höher an als in der Umgebung und unmittelbar daneben gab es eine größere Vertiefung. In diese, unter Umständen künstlich erweiterte „Grube“ wurde der Dolmen gebaut. Die Kammer gewann dadurch an Stabilität, dass der Zwischenraum zum anstehenden Fels mit Platten verkeilt wurde. Die Platzwahl war ökonomisch, denn der über der Kammer errichtete Steinhügel bezog die natürliche Erhebung ein.
An nicht gestörten Hügeln besteht die Oberfläche aus schräg nach außen geneigten Kalkplatten, die sich dachziegelartig überlappen. Hingegen bestehen die Hügel nicht nur aus derartigen Steinlagen. Vielmehr war ein Wechsel zwischen Plattenlagen und Schichten aus Erde und kleinen Steinen nachzuweisen.
Eine Attraktion bildete die Auffindung einer Kulturschicht mit zahlreichen Funden (Tonscherben, Knochen und Feuersteingerät) unter einem der Hügel. Durch den Steinhügel hat sich, vor Erosion geschützt, ein alter Oberboden mit Humus erhalten. Während bislang angenommen wurde, dass die Karstlandschaft an der unteren Ardéche bereits während der Jungsteinzeit wie heute geartet war, zeigte diese Ausgrabung, dass die Umweltzerstörung später als die vor etwa 5000 Jahren erfolgte Dolmenerrichtung eintrat.
Dolmen, deren seitliche Längsplatten etwas zu kurz waren, wurden mit Trockenmauerwerk ergänzt. Es erscheint plausibel, dass die Dolmenerbauer in Regionen ohne Plattenmaterial auf die Idee kamen, die Längsplatten durch Trockenmauerwerk zu ersetzen. Dazu passt auch, dass der Typ „bas-rhodanien“ schon immer für eine späte Erscheinung gehalten wurde.